# Pavel Babík
Pavel Babík (26. ledna 1924, Rosina – 30. ledna 1953, Praha) byl československý člen zahraničního protikomunistického odboje. Roku 1951 byl zatčen na území republiky a odsouzen k trestu smrti za velezradu.

## Biografie
Narodil se v obci Rosina v okrese Žilina roku 1924. Do roku 1942 pracoval v německé obci Schleising jako čeledín. V roce 1943 se přestěhoval do Žiliny, kde pracoval v továrně Celulosa. Během Slovenského národního povstání se účastnil sabotáže během, které vypustil v továrně chlór, přičemž se přiotrávil. Vyšetřovací orgány mu však neprokázaly vinu. Roku 1945 se přidal nejdříve k partyzánům a posléze k československým brigádám, se kterými se probojovali až do Prahy. Na konci května 1945 se vrátil do rodné Rosiny, kde sloužil v milici. Po dvou měsících však odešel za prací do obce Byšice na Mělnicku.
V říjnu 1945 nastoupil vojenskou službu ve Svitavách. V roce 1946 byl nasazen na východním Slovensku k potlačení Ukrajinské povstalecké armády. V prosinci 1947 byl přijat do Sboru národní bezpečnosti. Od roku 1948 byl členem KSČ. Po dokončení kurzu SNB byl převelen do Petržalky, kde vykonával funkci vedoucího jídelny.
V roce 1950 se rozhodl, že emigruje. Plánoval útěk do USA, kde žil jeho strýc. 27. října 1950 oznámil svému nadřízenému, že jede na služební cestu do Pezinku, ale místo toho téhož dne odcestoval do Aše za svým bratrancem, který mu poradil kudy lze překročit hranici. Po úspěšném přechodu se 30. října přihlásil německé policii, která ho uvedla ke Kontrašpionážnímu sboru (CIC). Těm poskytl informace o zabezpečení hranice v okolí Aše. Po výslechu byl umístěn do uprchlického tábora Valka poblíž Norimberku. Díky znalosti němčiny vypomáhal s překládáním při vyslýchání uprchlíků z Československa.
V lednu 1951 nastoupil v hodnosti poručík do nové evropské armády, která vznikala v rámci projektu Evropské obranné společenství, kde pracoval ve zpravodajské službě. Po krátkém zpravodajském kurzu byl v dubnu téhož roku vyslán zpět do Československa s úkoly najít vhodné místo pro umístění vysílače na Slovensku, najít důvěryhodného radiotelegrafistu, a také vyhledat vhodné lidi, kteří by pomáhali odboji.
Avšak již po příchodu do Aše musel pozměnit svůj plán, jelikož se jeho bratranec již odstěhoval. Třetí den zabloudil v pohraničním lese a byl zadržen Pohraniční stráží. Posléze byl předán Státní bezpečnosti a jimi vyslýchán, přičemž neustále měnil výpověď. Nakonec však promluvil. Státní soud v Praze, s předsedajícím Dr. Otakarem Balašem, ho v únoru 1952 odsoudil za velezradu a vyzvědačství. Byl odsouzen k trestu smrti a popraven 30. ledna 1953.

## Připomínky
- Jeho jméno je uvedeno na pamětní desce popraveným příslušníkům Sboru národní bezpečnosti umístěné na fasádě v podloubí před vstupem do budovy Policejního prezidia České republiky na adrese Strojnická 935/27, 170 89 Praha 7 – Holešovice.[2][3]
- Jeho jméno je rovněž uvedeno na Pomníku Miladě Horákové a Obětem komunismu v Praze 4 - Nuslích na Náměstí Hrdinů, u stanice metra Pražského povstání, před Vrchním soudem v Praze a Vrchním státním zastupitelstvím v Praze.[4]
- Jeho jméno je uvedeno na desce v řadě 20 na Čestném pohřebišti popravených a umučených z 50. let (III. odboj) na Ďáblickém hřbitově.[5]

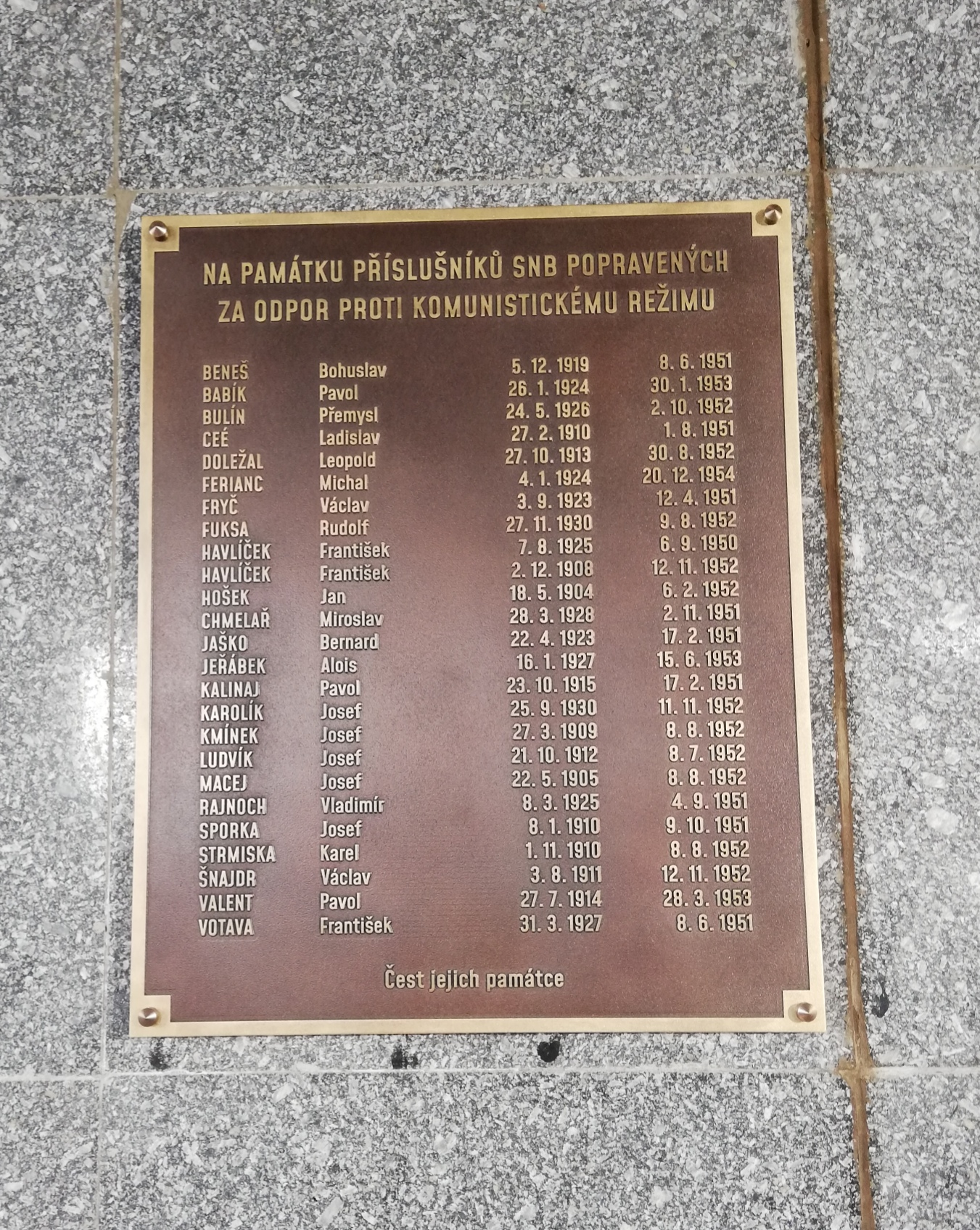
Pamětní deska popraveným příslušníkům Sboru národní bezpečnosti se jménem P. Babíka v pražských Holešovicích
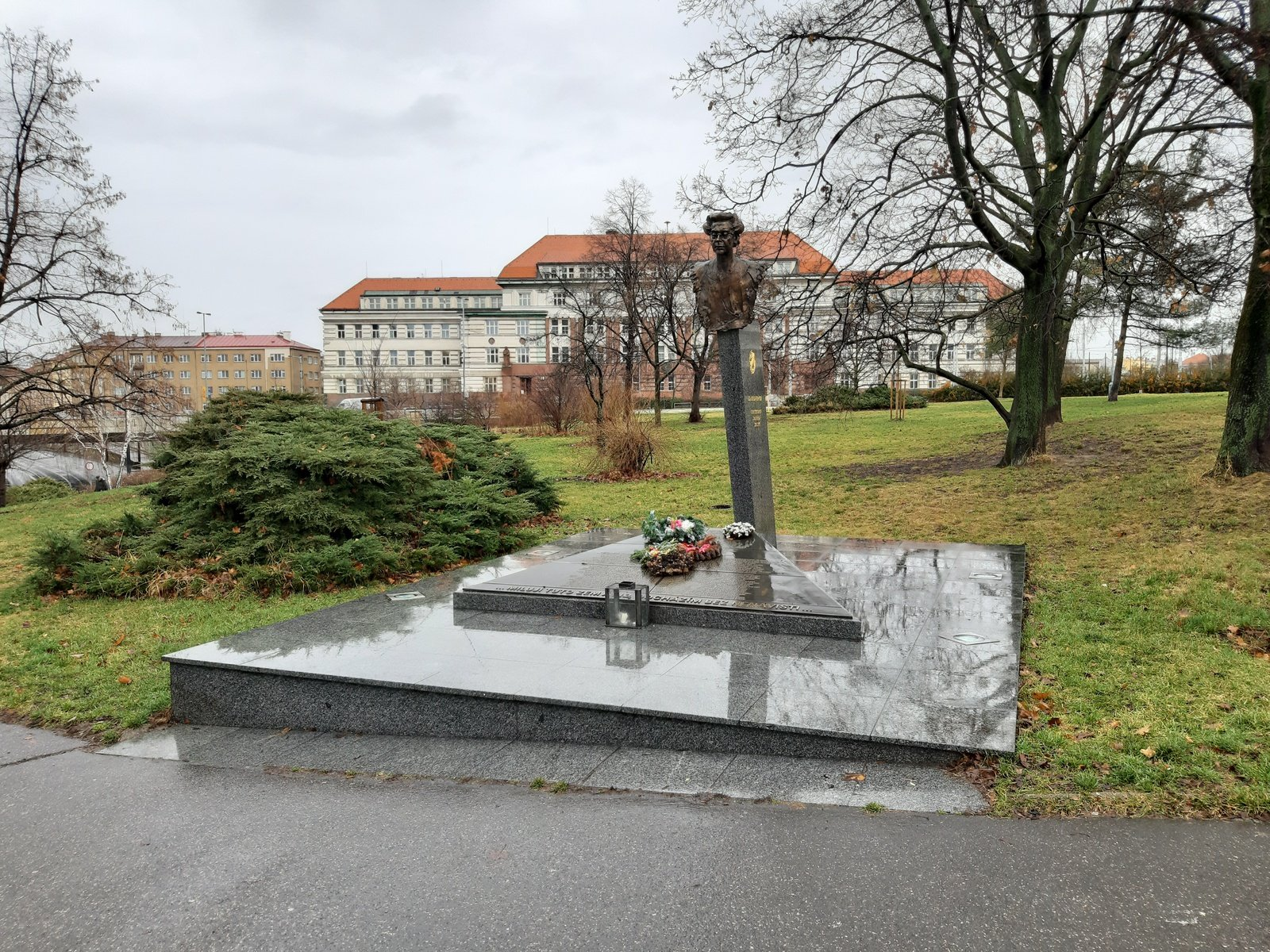
Pomník na náměstí Hrdinů v Praze 4 - Nuslích
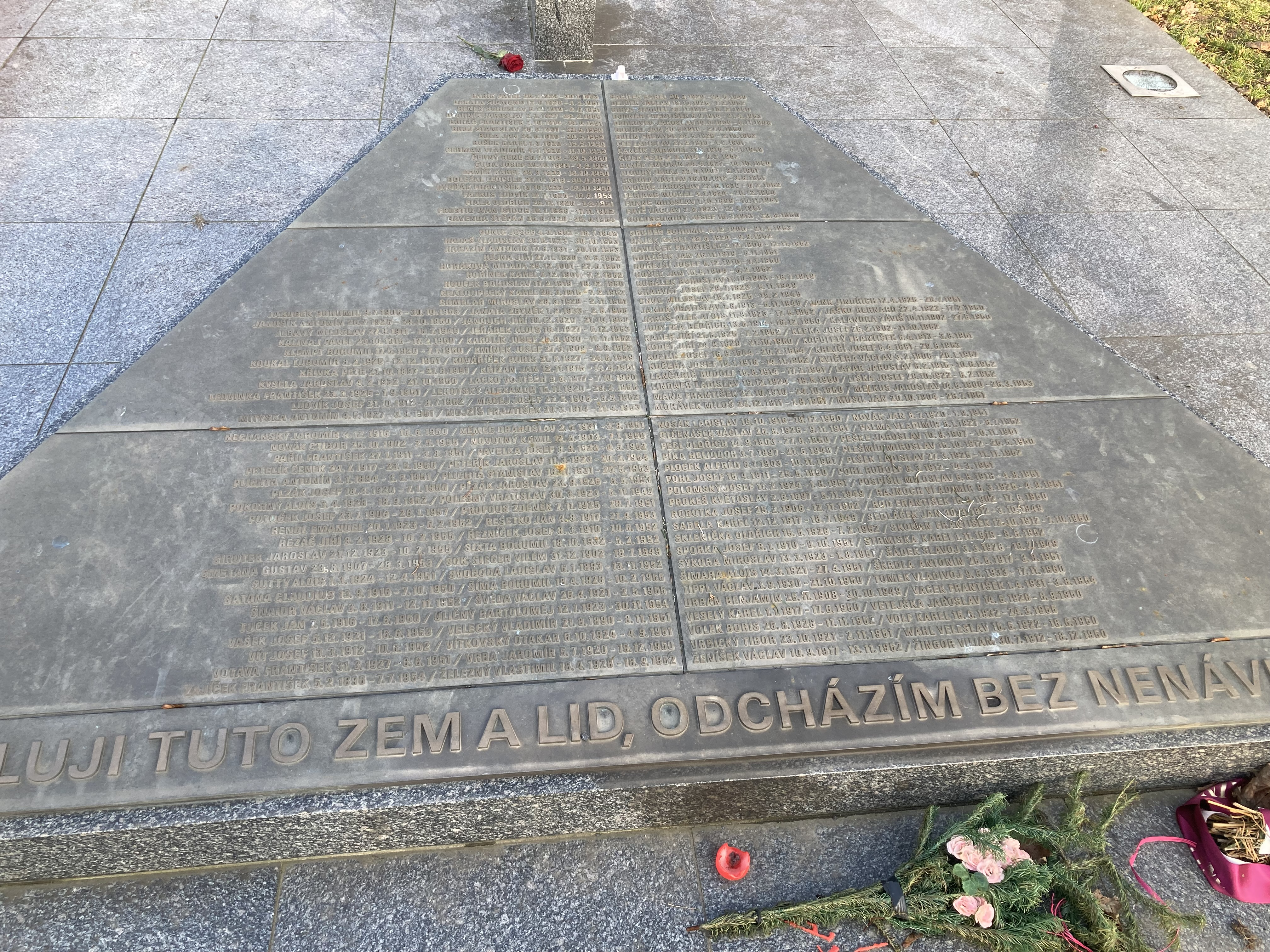
Seznam obětí komunismu se jménem P. Babíka na pomníku na náměstí Hrdinů v Praze 4 - Nuslích
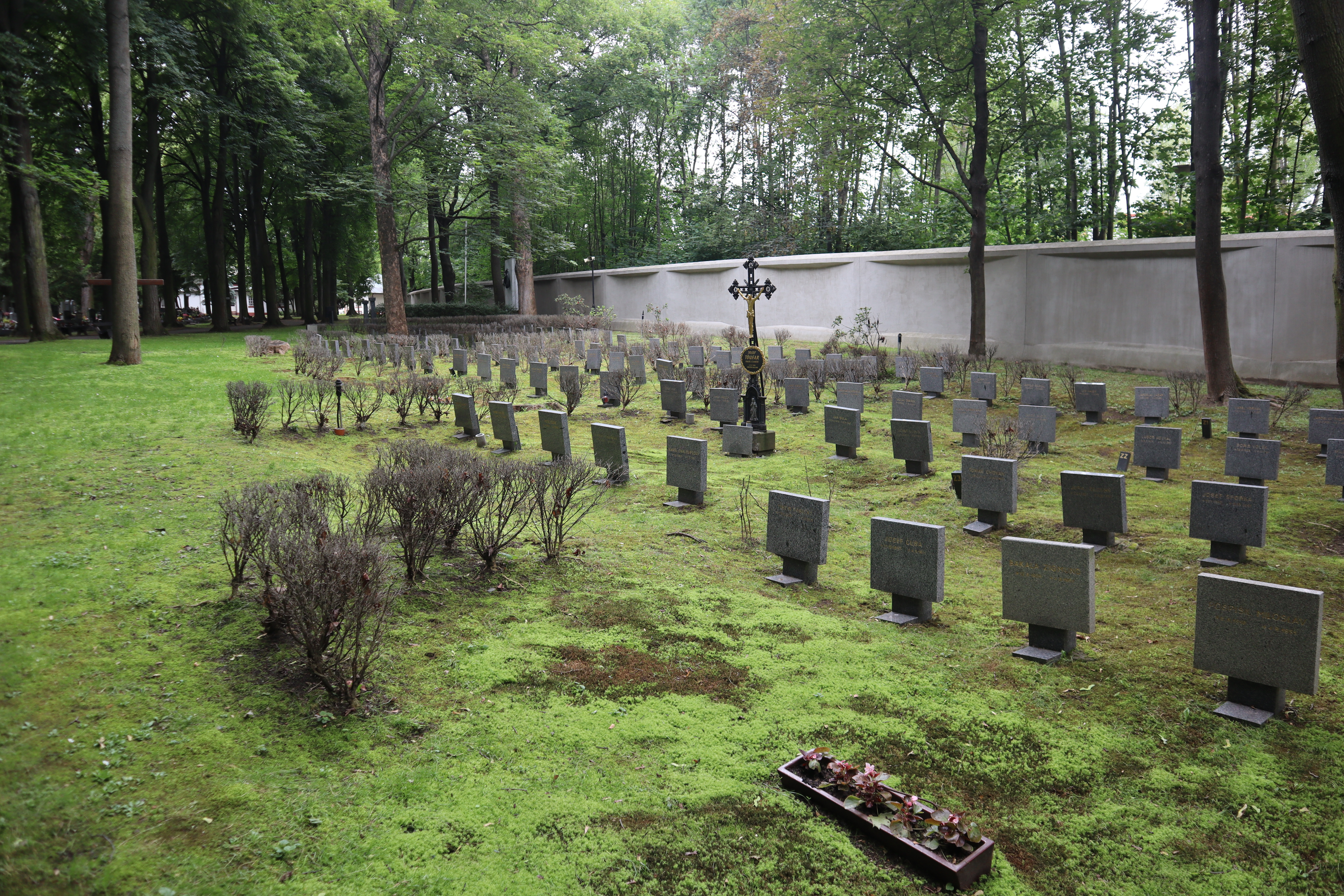
Čestné pohřebiště popravených a umučených z 50. let (III. odboj) na Ďáblickém hřbitově
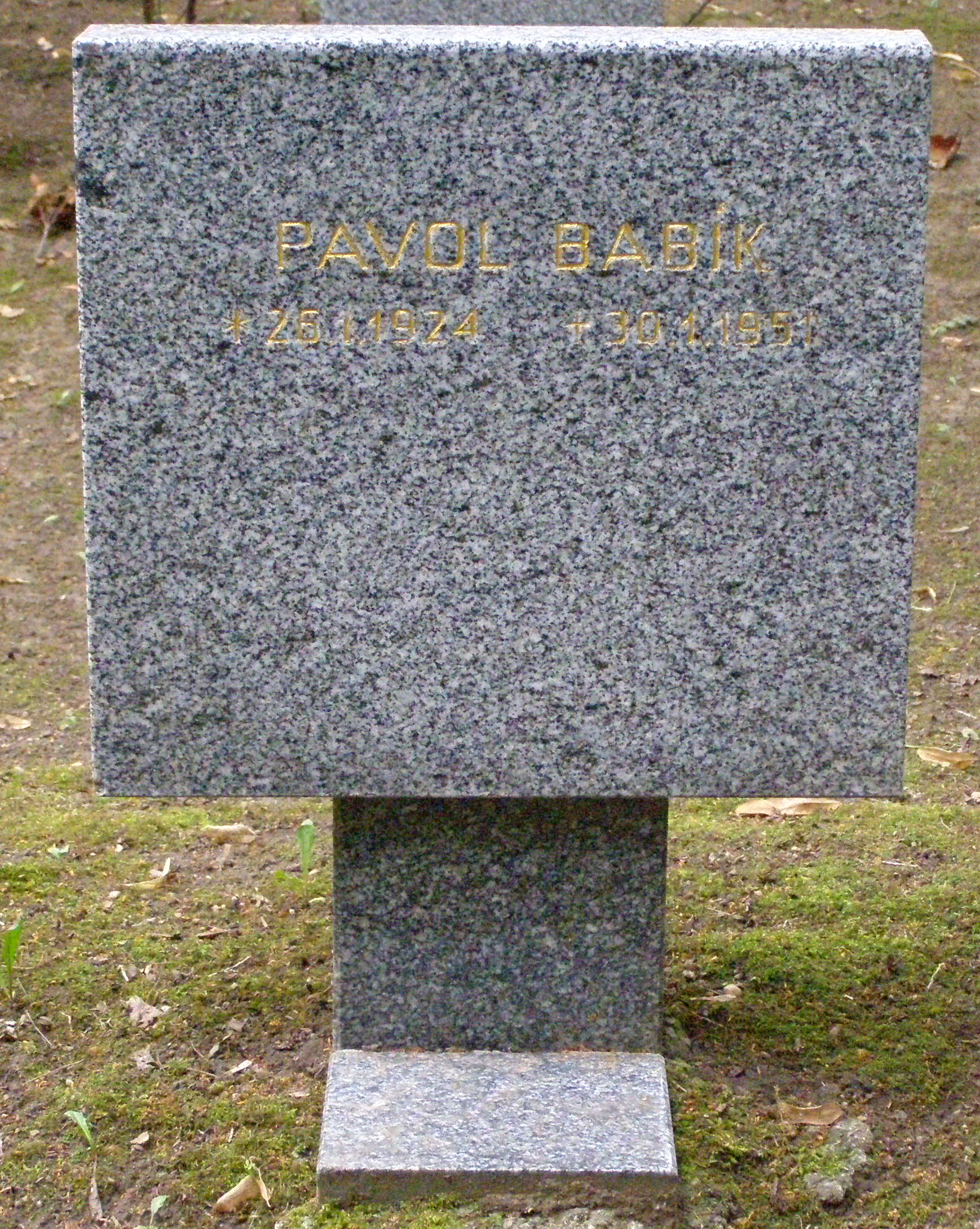
Symbolický hrob P. Babíka na Čestném pohřebišti popravených a umučených z padesátých let (III. odboj) na Ďáblickém hřbitově